# Sistema Binário KIC10544976
KIC10544976 é um sistema binário astronômico evoluído localizado na constelação do Cisne, no hemisfério celeste norte.
Este sistema é composto por uma estrela anã branca (morta) com brilho alto, devido alta temperatura superficial, uma estrela anã vermelha, com massa pequena em comparação à do Sol e baixa luminosidade. Este também possui indicações sólidas da existência de um exoplaneta gigante, com massa aproximadamente treze vezes maior que a de Júpiter (maior planeta do Sistema Solar), encontrado em pesquisa no ano de 2019 do brasileiro Leonardo Andrade de Almeida, pós-doutorando na Universidade Federal do Rio Grande do Norte (UFRN) e apoio da FAPESP.
As duas estrelas foram monitoradas por telescópios terrestres no período de 2005 à 2017 e, pelo satélite Kepler no período de 2009 à 2013.